# Pinalia longilabris
Pinalia longilabris är en orkidéart som först beskrevs av John Lindley, och fick sitt nu gällande namn av Wally Suarez och James Edward Cootes. Pinalia longilabris ingår i släktet Pinalia och familjen orkidéer. Inga underarter finns listade i Catalogue of Life.